# Helheim

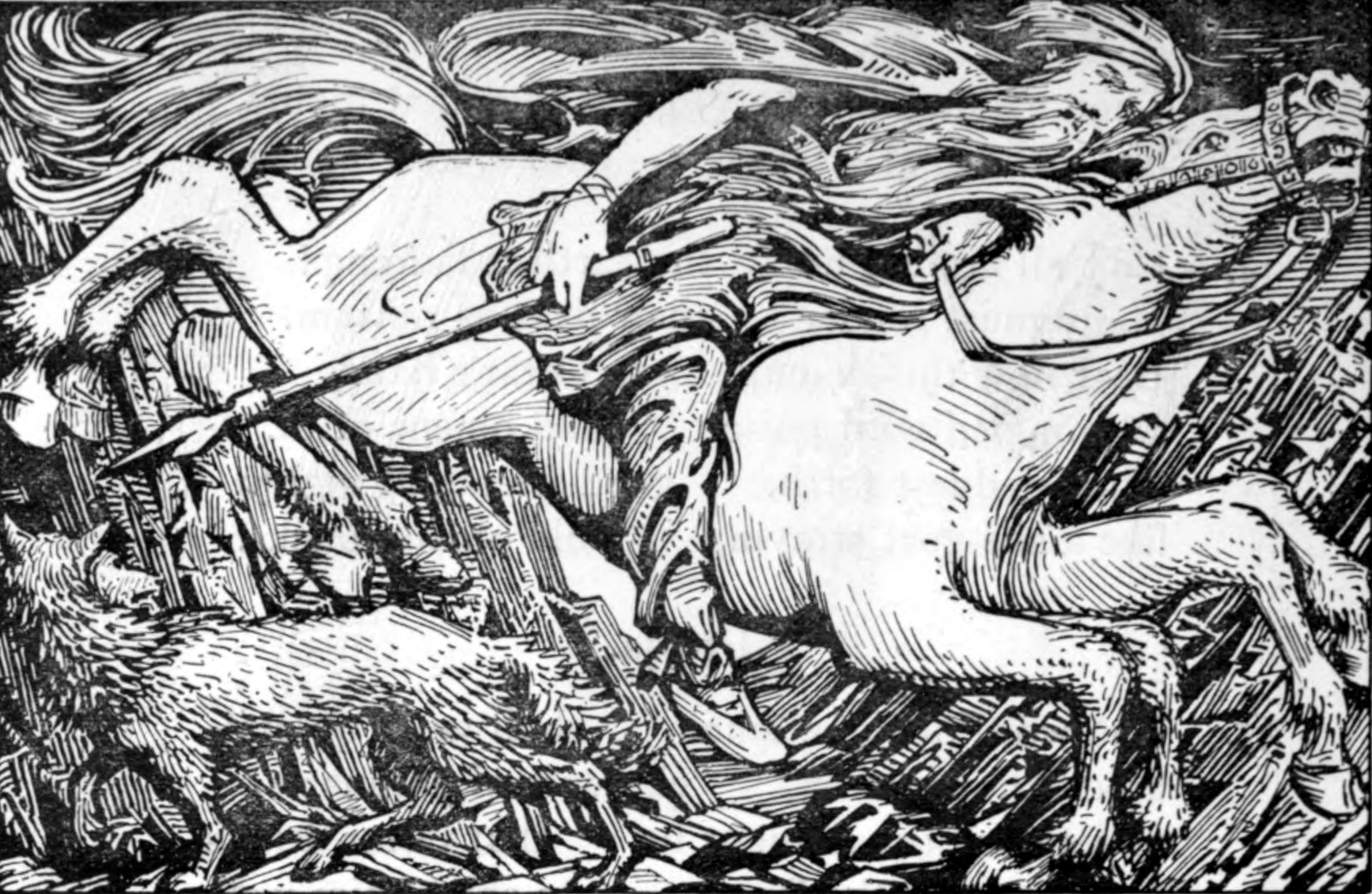
Odyn wjeżdża do Helheim (1908), W. G. Collingwood

Helheim, znany również jako Hel – w mitologii nordyckiej jeden z dziewięciu światów, miejsce umarłych, rządzone przez boginię Hel (po której przyjmuje nazwę). Tłoczą się w nim drżące, cieniste duchy tych, którzy nie umarli śmiercią chwalebną, lecz z powodu choroby, samobójstwa lub ze starości. Helheim znajduje się w Niflheim, który jest chłodny i leży na dnie nordyckiego wszechświata – pod trzecim korzeniem drzewa Yggdrasil, niedaleko od Hvergelmir i Náströnd.